# Abrahám Smolenský
Abrahám Smolenský (asi 1150 nebo 1172 – mezi roky 1221 a 1224) byl pravoslavný přepodobný a svatý.

## Život
Narodil se v bohaté rodině ve starodávném městě východních Slovanů Smolensku na území dnešní Ruské Federace. Jako dítě osiřel a vzdal se dědictví, aby se stal mnichem. Vstoupil do monastýru v Bohorodičky a v této oblasti se věnoval apoštolské činnosti ve prospěch nemocných a chudých. Abrahám si jako asketicky žijící biblista ohlašující poslední soud znepřátelil mnohé členy svojí náboženské komunity a nakonec ze svého monastýru odešel a přidal se k mnichům sv. Kříže. Ani zde však nebyl přijat, byla proti němu vznesena obvinění z kacířství, amorálnosti a pýchy. Po oddělených soudních procesech bylo jeho jméno očištěno. Povolali ho zpět do monastýru v Bohorodičky, ale smolenský biskup Ignácij mu odepřel právo vykonávat kněžské povolání. Když město trpělo velkým suchem, obyvatelé si žádali, aby se Abrahám vrátil opět do své funkce. Toto volání o opětovné dosazení do úřadu vedlo k druhému vyšetřování, které očistilo jeho pověst. Biskup Ignácij se Abrahámovi za jednání, které se mu dostalo, ospravedlnil. Abrahám se stal igumenem monastýru Boží Matky, kde přijímal návštěvy lidí, kteří ho měli ve velké úctě kvůli jeho odvaze a pokoře. Svojí životní pouť ukončil v monastýru Boží Matky.